# 이마가와 모토키
이마가와 모토키(일본어: 今川 元樹, 1980년 5월 17일 ~ )는 일본의 전 축구 선수이다.

## 구단 경력
과거 베갈타 센다이에서 활동하였다.